# Beriev MBR-2
Beriev MBR-2, sovjetisk flygbåt från andra världskriget. 
Flygningar med prototypen visade på goda flyg- och flytegenskaper och under 1934 levererades 100 stycken plan av variant MBR-2/M-17 till marinen. MBR-2/M-17 var utrustad med 373 kW:s M-17-motorer. Beriev vidareutvecklade sin flygplanstyp och försåg den med bland annat kraftfullare motor, djupare skrov och bättre beväpning. Fram till 1942 tillverkades det cirka 1 200 plan av den senare varianten (MBR-2/M-34).
De plan som överlevde kriget fortsatte att flyga i många år efter kriget för fiskerinäringen.